# КГП-2
КГП-2 — советский полунавесной двухрядный картофелеуборочный комбайн. Агрегатируется с трактором МТЗ-7 (модернизированный МТЗ-5).
Впервые сконструирован ВИСХОМом в содружестве с Коломенским тепловозостроительным заводом. Работа над созданием косбайна началась ещё в 1955 году, серийный выпуск начался в 1960 году на Коломенском заводе и продолжался до 1965 года, когда КГП-2 начал выпускаться «Рязсельмашем». Всего на Коломенском заводе произведено 6905 машин. На базе комбайнов КГП-2 и К-3 был создан комбайн ККУ-2 Дружба.

## Принцип работы

Опорные катки 1 ездят по бороздам и держат качающийся фигурный лемех 2 на заданной глубине. Лемех одновременно подкапывает две грядки, разрушает пласт и передаёт массу на двухрешётный грохот 3, на котором происходит крошение пласта и просеивание почвы. С грохота масса поступает на транспортёр 5 с пневматическими баллонами 4 и далее через разреженный прутковый транспортёр 7 на сепарирующий элеватор 6. Оттуда оставшаяся почва и клубни попадают в барабанный транспортёр 10, а ботва с травою берутся прутками транспортёра ботвоудаляющего устройства. При прохождении ботвы между прижимным транспортёром 9 и отбойным валиком 8 имеющиеся на ботве клубни отрываются и попадают в барабан. Барабанный транспортёр подаёт массу на наклонный транспортёр-переборщик 11, который частично разделяет клубни и примеси. Рабочие отбирают отделяют примеси и клубни. Примеси с переборщика поступают на поперечный ленточный транспортёр 13 и выносятся им из комбайна на поле. Чистые клубни промежуточным транспортёром 12 подаются в транспортёр-копильник. Оттуда картофель выгружается в транспорт.

## Технические характеристики
- Потребляемая мощность — 24 л.с.
- Длина — 6500 мм
- Ширина — 4033 мм
- Высота — 2700 мм
- Вес — 3320 кг
- Кол-во пневмоколёс — 2
- Подкапывающие лемехи

- Кол-во секций — 1
- Форма — качающийся

- Элеватор

- Длина — 1250 мм
- Ширина — 1020 мм
- Скорость — 1,11 м/с

- Ботвоудаляющее устройство

- Длина — 2200 мм
- Скорость — 1,11 м/с

- Кол-во пар пневматических баллонов, разрушающих комки — 2

- Длина — 1200 мм
- Диаметр — 350 мм
- Окружная скорость — 1,29 м/с

- Переборочный транспортёр - наклонный, полотно прорезинено

- Длина — 2650 мм
- Ширина — 1200 мм
- Скорость — 0,28 м/с